# Белл, Чарлз (художник)
Чарлз Белл (англ. Charles Bell; 1935, Талса, Оклахома — 1 апреля 1995, Нью-Йорк) — американский художник, представитель фотореализма.

## Биография
В 1957 году получил степень бакалавра делового администрирования в Университете Оклахомы. Затем два года служил в ВМС США . В 1967 году переехал в Нью-Йорк и основал собственную студию.

## Творчество
Начиная с 1973 года, художник создаёт новую серию полотен «Шары жевательной резинки», которая вместе с написанными ранее картинами, изображающими шарики пинг-понга, ракушки или старые жестяные игрушки, является наиболее известными фотореалистическими натюрмортами. Выписанные с поразительной точностью, эти работы как правило в основе своей имеют сделанные в прошлом самим художником фотографии.
Тщательная художественная работа фотореалиста Ч. Белла была так отмечена его ценителем и меценатом, владельцем картинной галереи Луисом К. Мейзелем: «Белл относится к тем немногим современным мастерам, которые в своём творчестве продолжают ориентироваться традиционными художественными критериями качества».
Работы художника хранятся в коллекциях Метрополитен-музея, Музея Соломона Гуггенхейма, Смитсоновского музея американского искусства, Хиросимского музея современного искусства и в других.